# Берники (посёлок станции, городской округ город Тула)
Берники — поселок станции, входящий в городской округ город Тула Тульской области в составе Привокзального территориального округа.

## География
Находится в центральной части Тульской области на расстоянии приблизительно 24 км на запад-северо-запад по прямой от Московского вокзала города Тула у железнодорожной линии Тула — Козельск — Сухиничи.

## История
Станция Берники была открыта в 1941 году. До 2014 года поселок входил в Фёдоровское сельское поселение Ленинского района до их упразднения.

## Население
Постоянное население составляло 7 человек (русские 100 %) в 2002 году, 25 в 2010.